# Paul Reitmayr

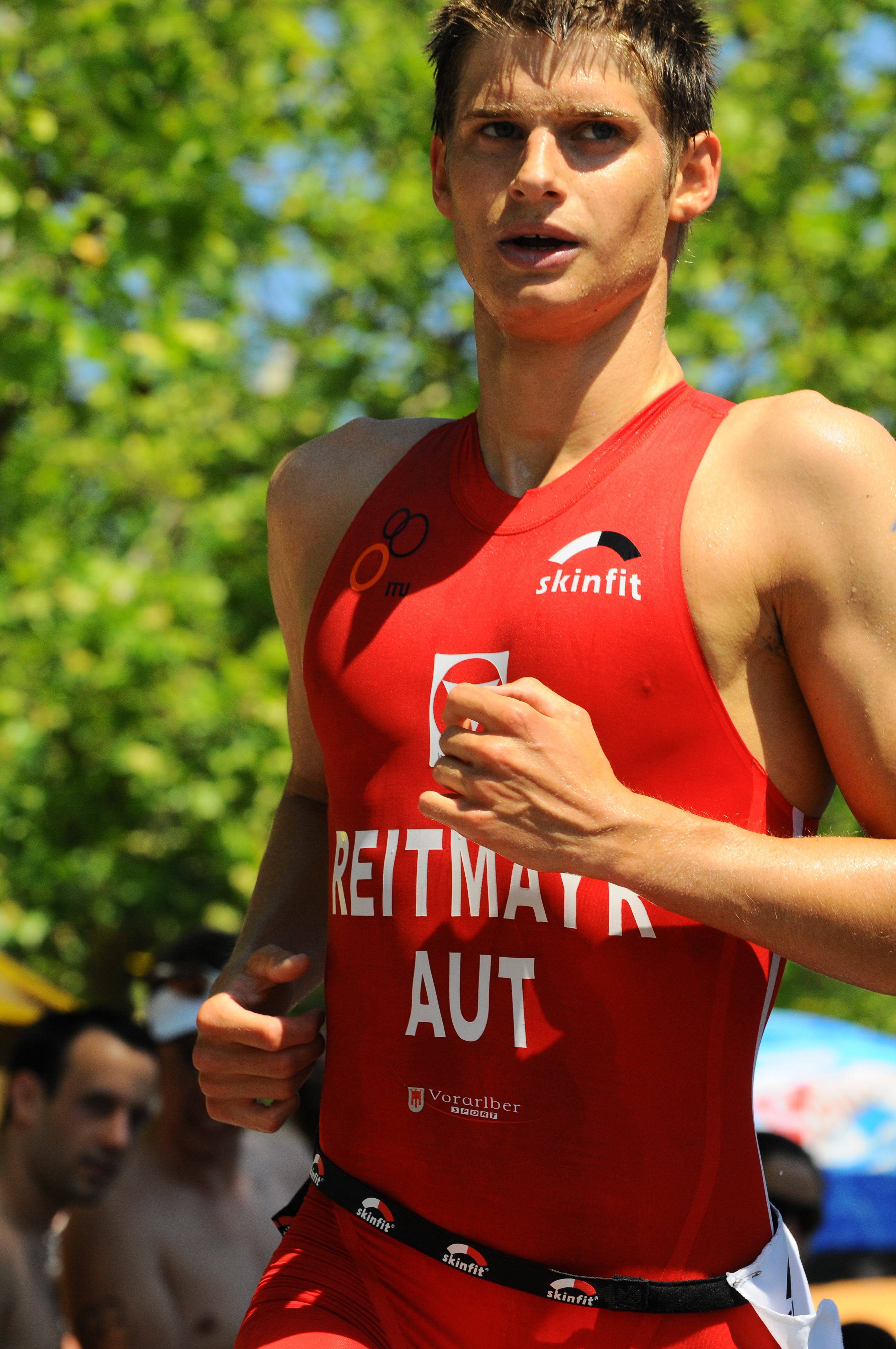
Paul Reitmayr vid Luschnouar Ironmännli, i juni 2010.

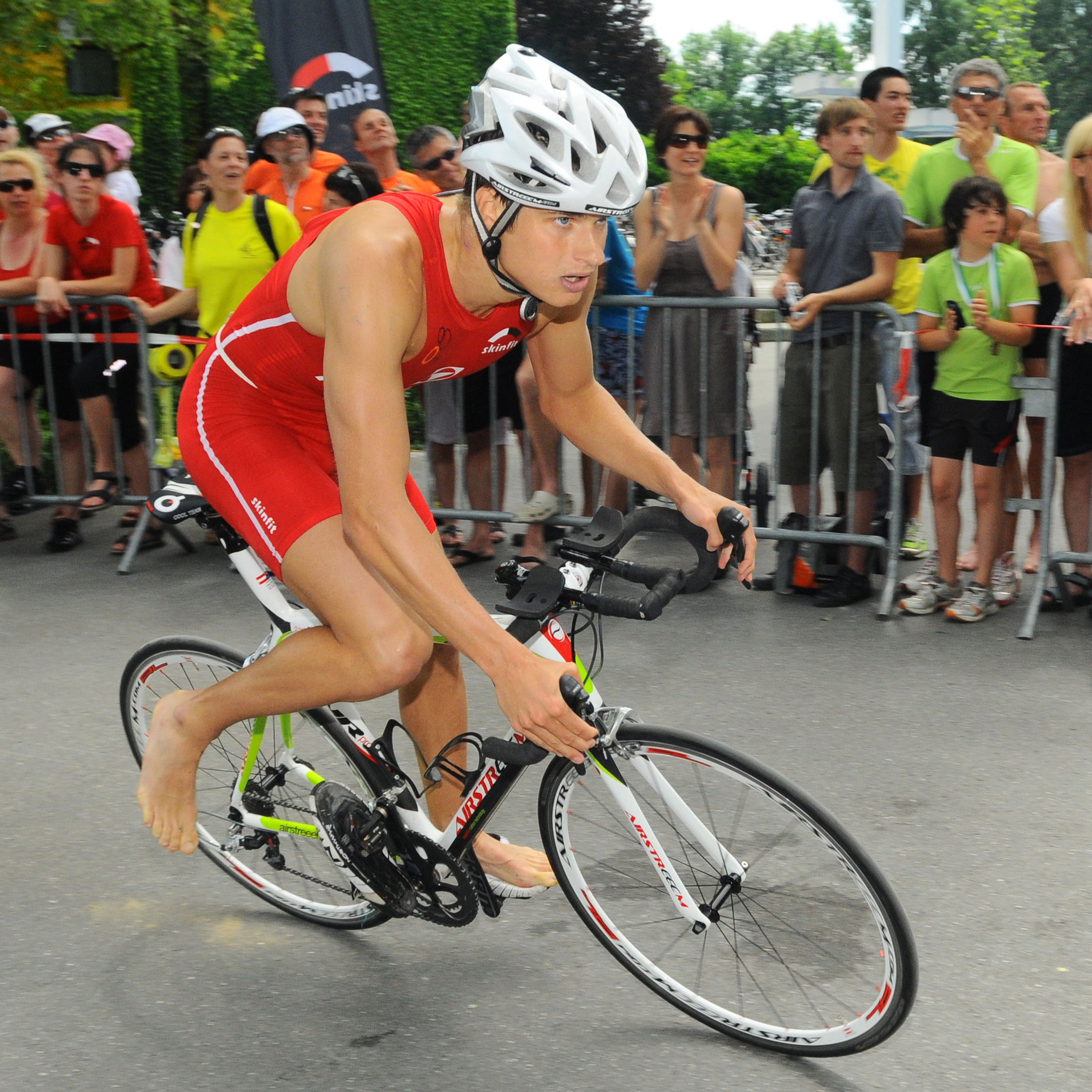
Paul Reitmayr vid cykelsträckan, juni 2010.

Paul Reitmayr, född 18 december 1984 i Bregenz, är en österrikisk triathlet.
Reitmayr har vunnit den österrikiska tävlingen Vienna City Triathlon en gång, och slutat på andra plats två gånger. 2002 slutade han på tredje plats i de österrikiska juniormästerskapen. Reitmayr har sammanlagt fem pallplatser i sin karriär. 

## Karriärstatistik
| Datum      | Plats | Tävling                                  | Ort                 | Tid        | Noter                                                                       |
| ---------- | ----- | ---------------------------------------- | ------------------- | ---------- | --------------------------------------------------------------------------- |
| 2010-07-18 | 4     | ITU Triathlon Asian Cup                  | Kazakstan Köksjetau | 01:51:49   | Kontinentalcup i Kazakstan                                                  |
| 2010-06-12 | 2     | Vienna City Triathlon                    | Österrike Wien      | 01:53:47   |                                                                             |
| 2010-06-06 | 5     | Luschnouar Ironmännli                    | Österrike Lustenau  | 00:54;32,8 | Femte plats på sprintdistansen (0,5 km simning, 20 km cykling, 5 km sprint) |
| 2010-05-22 | DNF   | ITU Triathlon European Cup               | Slovenien Senec     | –          | Olympisk distans (1,5 km simning, 40 km cykling, 10 km sprint)              |
| 2010-05-08 | 9     | Innsbrucker Stadtlauf                    | Österrike Innsbruck | 00:31:55   | Över 10.000 m                                                               |
| 2010-04-18 | 43    | ITU Triathlon Weltcup                    | Mexiko Monterrey    | 01:53:00   |                                                                             |
| 2009       | 7     | Vienna City Triathlon                    | Österrike Wien      | 01:56:59   |                                                                             |
| 2008       | 2     | Vienna City Triathlon                    | Österrike Wien      | 01:47:13   | Olympisk distans (1,5 km simning, 40 km cykling, 10 km sprint)              |
| 2008       | 1     | Jannersee Triathlon                      | Österrike Lauterach |            | Nationsmästerskap Vorarlberg                                                |
| 2007-06-16 | 1     | Vienna City Triathlon                    | Österrike Wien      | 01:49:36   | Mästare över olympisk distans                                               |
| 2005       | 19    | ETU Triathlon European U23 Championships | Bulgarien Sofia     | 01:57:39   |                                                                             |
| 2002       | 3     | Österrikiska juniormästerskapen          | Österrike Mieming   | 01:14:44   | Tredje plats bakom Andreas Giglmayr och Dominik Berger                      |

(DNF – Did Not Finish)

### Fotnoter
1. ↑  2010 Kokshetau ITU Triathlon Asian Cup : Elite Men :Results
2. ↑  Reitmayr: "Ein Schmerz, der vor allem seelisch wehtut"
3. ↑  Juniorentitel für Giglmayr